# José Ortega y Gasset
Pour les articles homonymes, voir Ortega et Gasset.
 (octobre 2012).
Si vous disposez d'ouvrages ou d'articles de référence ou si vous connaissez des sites web de qualité traitant du thème abordé ici, merci de compléter l'article en donnant les références utiles à sa vérifiabilité et en les liant à la section « Notes et références ».
José Ortega y Gasset, né le 9 mai 1883 à Madrid et mort dans la même ville le 18 octobre 1955 , est un philosophe, sociologue, essayiste, homme de presse et homme politique espagnol. Il est le chef de file du mouvement intellectuel, politique, littéraire et artistique appelé « Génération de 14 ».

## Biographie

### La formation dans l'Espagne de la Restauration (1883-1910)
José Ortega y Gasset est né en 1883 à Madrid de parents fortunés. Son père, José Ortega Munilla, est écrivain et journaliste et dirige le supplément littéraire du journal El Imparcial ; sa mère est la fille du fondateur de ce journal, Eduardo Gasset y Artime. Ortega commence sa scolarité chez les Jésuites au Collège de Miraflores del Palo. Il étudie la philosophie à Madrid où il passe sa thèse de doctorat intitulée Les terreurs de l'an mil: critique d'une légende. Il découvre la pensée de Nietzsche, s’intéresse à la culture française et lit aussi les auteurs espagnols de la « Génération de 98 », ce qui le sensibilise au problème de la décadence de l’Espagne et aux moyens de sa régénération. Sa pensée est marquée par l’influence du Krausisme espagnol dont il retiendra l’idée que tout problème politique a une solution culturelle.
À la recherche de voies pour la modernisation de son pays, il part en 1905 étudier en Allemagne, successivement à Leipzig, puis à Berlin avant de s’établir à Marbourg où il découvre la philosophie néo-kantienne avec Paul Natorp et Hermann Cohen. Il sera par la suite très critique envers cet héritage de Kant, essayant de dépasser l’idéalisme rationaliste.

### Le pédagogue social et l'homme de presse (1910-1923)

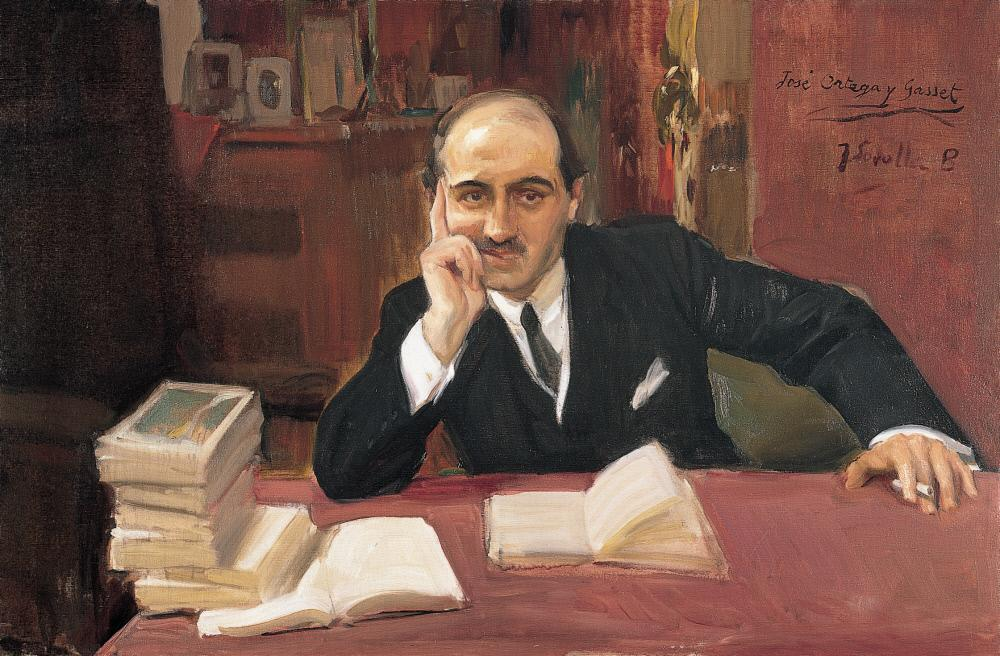
José Ortega y Gasset, 1918,
Joaquín Sorolla,
The Hispanic Society of America, New York.

Il retourne en Espagne où il est nommé en 1910 à la chaire de métaphysique à l'université de Madrid, créant ainsi un noyau d'intellectuels formant l'« École de Madrid ».
Après avoir longuement disserté sur le flamenquisme et les fêtes populaires, dont la corrida qui éloigneraient le peuple de la « vraie culture », Ortega y Gasset se décide à écrire un traité de tauromachie, qu'il n'achèvera pas. Mais c'est lui qui pousse José María de Cossío à écrire celui qui fera référence pendant très longtemps
Ortega est un membre éminent de la Génération de 14, qui se distingue de celle de 1898 par sa volonté de trouver des solutions concrètes à la modernisation de l’Espagne, en se dotant de tribunes journalistiques et d’organes politiques. Il fonde en 1914 la Liga de Educación Política, dont il divulgue le programme dans un retentissant discours donné au Teatro de la Comedia, intitulé « Vieja y nueva política ». Il s’y insurge contre le caciquisme et l’oligarchie caractéristiques de la vieille politique, propose « la pédagogie sociale comme programme politique » et un projet conjuguant « libéralisme et nationalisation ». Durant cette période, il fonde plusieurs revues : Faro (1908), España (1915-1924), Europa (1915), El Espectador, dont il est l’unique rédacteur, puis El Sol, grand quotidien libéral, qu’il cofonde en 1918 avec Nicolás María de Urgoiti, et dont il sera l’éditorialiste jusqu’en 1931.

### Le développement de la raison vitale (1923-1930)
À la suite du demi-échec que connaît la Liga de Educación Política, à la triple crise institutionnelle, militaire et ouvrière qui agite l’Espagne en 1917, et au coup d’État du général Primo de Rivera en 1923, il se retire provisoirement de la politique. Sa pensée politique prend alors un virage plus conservateur : il analyse avec inquiétude l’émergence de la société de masses, car selon lui l’évolution sociale est le fruit de l’action d’une minorité culturelle (et non économique), une sorte d’aristocratie de l’effort dont les valeurs sont menacées par l’uniformisation culturelle et le nivellement par le bas. Sa conception de l'élite a parfois été comparée à celle des italiens Mosca ou Pareto. Durant les années 1920, Ortega se consacre à la philosophie, rédigeant d’importants essais comme España invertebrada (1921), El Tema de nuestro tiempo (1923), La deshumanización del arte (1925), Mirabeau o el político (1927), ¿Qué es filosofía? (1929), La rebelión de las masas (1930), Misión de la universidad (1930)… C’est l’époque de la maturité, où il expose sa théorie de la raison vitale, influencée notamment par Dilthey et Simmel, et qui propose le dépassement de l’idéalisme et du vitalisme grâce à la méthode du perspectivisme : la vie humaine, insérée dans sa « circonstance », ne peut être saisie qu’au moyen d’une raison épousant les contours fluides de la vie elle-même.
Ortega fonde en 1923 la revue scientifique Revista de Occidente, grâce à laquelle il souhaite divulguer au public espagnol le meilleur de la pensée européenne de son temps. En 1924, il fonde la maison d’édition de la Revista de Occidente qui traduira et publiera les plus grands scientifiques et intellectuels européens de l’époque. Il voyage en Argentine en 1916 et 1928, où il jouit d’un succès notable. Il y rencontre Victoria Ocampo et lui inspire en partie l'idée et le graphisme de la revue Sur.

### De l'engagement républicain à l'exil (1931-1945)
Son opposition au régime de Primo de Rivera se précise à la fin des années 1920 et il condamne le régime à l’aide d’une formule restée célèbre : « Delenda est Monarchia », qui marque son engagement pro-républicain. En 1931, il fonde avec Gregorio Marañón et Ramón Pérez de Ayala le parti de centre-droit Agrupación al Servicio de la República (ASR), qui formera un petit groupe aux Cortès et participera à la rédaction de la Constitution espagnole de 1931. Très rapidement, il est déçu par la tournure radicale que prend la Seconde République espagnole. Fin décembre 1931, il dissout l’ASR et en 1933 se retire définitivement de la vie politique.
Dès le début de la Guerre civile espagnole, faisant l’objet de menaces dans les deux camps, il fuit vers la France où il reste jusqu’en 1939, avant de se réfugier en Argentine puis au Portugal. Bien qu'il ne l'ait jamais annoncé publiquement, sa sympathie va plutôt au camp franquiste pendant la guerre civile, comme le révèle sa correspondance privée. Il rejette en fait à la fois le fascisme et le communisme, mais redoute par-dessus tout ce dernier, car il assimile l'esprit révolutionnaire à l'idéalisme rationaliste, et considère que « l'action directe », moyen d'expression privilégié par les masses (ouvrières) est illégitime et violente. Il a donc choisi le camp de « l'ordre » contre celui de la « révolution », et semble, dans un premier temps du moins, s'être trompé sur les intentions réelles de Franco et la nature du régime qu'il souhaitait implanter en Espagne.
Malgré l’exil, la maladie et les difficultés financières, Ortega poursuit son œuvre philosophique en développant la théorie de la raison historique, prolongement de la raison vitale, avec des cours et des articles souvent recueillis sous forme d’ouvrages comme En torno a Galileo (1933), Historia como sistema y Del imperio romano (1940), Sobre la razón histórica (1940-1944), Una interpretación de la historia universal (1948).
Dans ses travaux des années 1940, Ortega s'emploie à contester la légitimité des dictatures militaires, notamment au moyen d'analyses historiques. Ces travaux peuvent être considérés comme le témoignage d'une certaine « résistance silencieuse » au régime de Franco, qui reste néanmoins prudente : le philosophe souffre de l'exil et semble avoir fait, par son silence politique, une sorte de concession au régime pour pouvoir revenir dans son pays.

### Un philosophe sous Franco (1946-1955)
Il revient d’exil en 1946, pensant que la victoire alliée dans la Seconde Guerre mondiale impliquerait un changement d’orientation politique du franquisme. Il donne des conférences et fonde l’Institut d’Humanités (1948-1950) avec son disciple et ami Julián Marías, essayant de retrouver une place sur la scène intellectuelle espagnole ; mais il se heurte à l’indifférence des nouvelles générations, à l’hostilité des secteurs d’opinion catholiques (qui ne lui ont jamais pardonné son non-catholicisme) et franquistes (qui lui reprochent son passé républicain). « Exilé intérieur » dans son propre pays, il gagne en revanche une notoriété internationale : entre les années 1950 et 1955, il voyage en Angleterre, en Allemagne, ou aux États-Unis. Ses derniers textes, et notamment la conférence qu'il donne à l'université libre de Berlin en 1949, intitulée Meditacion de Europa, sont une véritable profession de foi européenne. Convaincu qu'il existe déjà une société européenne, unifiée culturellement et socialement, il pense que l'union juridico-politique en est une conséquence logique. Dès 1930, Ortega pariait sur l'idée d'« États-Unis d'Europe » pour surmonter à la fois les limites de la démocratie parlementaire et l'écueil de l'autoritarisme.
Il meurt relativement isolé et incompris, le 18 octobre 1955. Des funérailles laïques sont officieusement organisées par les étudiants qui accourent en masse à ce qui est la première manifestation publique contre le régime franquiste. Cette commémoration, et la répression qui s’ensuit, seront à l’origine du mouvement de protestation universitaire de 1956, qui marque la première crise du régime et le début d’une nouvelle phase du franquisme.
La pensée libérale d’Ortega y Gasset sera revendiquée plus tard par plusieurs intellectuels franquistes qui s’opposeront progressivement au régime et se convertiront à la démocratie au moment de la transition démocratique espagnole. Son épouse Rosa est morte en 1980 à 96 ans.

## Philosophie

### Raison vitale et perspectivisme
Le perspectivisme ou "doctrine du point de vue" est une doctrine philosophique qui soutient que toute perception et idéation est subjective. L'individu regarde d'un point de vue précis, dans sa propre direction.
Pour Ortega, la perspective est la forme que la réalité adopte pour l'individu. Cela ne le fait pas tomber dans le subjectivisme, puisque pour lui chaque sujet a sa propre manière d'accéder à la réalité, sa propre part de vérité, qui peut même être contradictoire avec celle des autres.
La vérité absolue et englobante peut être la somme des perspectives individuelles ou de celles-ci plus une partie en dehors de la perspective (non vue), qui, pour cette raison même, sont partiellement vraies.
La raison vitale est la raison qu'Ortega soulève, remplaçant la raison pure cartésienne de la tradition philosophique. Cette raison intègre toutes les exigences de la vie, nous enseigne la primauté de la vie et ses catégories fondamentales. Elle n'ignore pas les particularités de chaque culture ou sujet, mais rend la rationalité compatible avec la vie.
La raison vitale est le principe clé du ratiovitalisme.

## Postérité
- La Fondation José Ortega y Gasset de Madrid[4].

## Œuvres principales
Jusqu'à récemment, les douze volumes des Obras completas publiées en 1983 par la Revista de Occidente, Madrid, étaient l'édition de référence des œuvres d'Ortega.
Une nouvelle édition des Œuvres complètes en dix tomes, entièrement révisée, corrigée, et soumise à des critères d'édition scrupuleux a été publiée entre 2004 et 2010 par la Fondation Ortega y Gasset chez l'éditeur espagnol Taurus. Les six premiers recueillent les œuvres publiées de son vivant, jusqu'en 1955; les quatre suivant réunissent des textes inédits de son vivant, écrits entre 1902 et 1948, et publiés à titre posthume.

### Ouvrages
- Meditaciones del Quijote (1914)
- Vieja y nueva política (1914)
- Investigaciones psicológicas (éd. posthume 1982)
- Personas, obras, cosas (1916)
- El Espectador (1916-1934)
- España invertebrada (1921)
- El tema de nuestro tiempo (1923)
- Las Atlántidas (1924)
- La deshumanización del arte e ideas sobre la novela (1925)
- Espíritu de la letra • Mirabeau o el político (1927, 1928-1929)
- ¿Qué es filosofía? (éd. posthume 1957)
- Kant (1929–1931)
- ¿Qué es conocimiento? (éd. posthume 1984)
- La rebelión de las masas (1929)
- Misión de la Universidad (1930)
- Rectificación de la República. La redención de las provincias y la decencia nacional (1931)
- Goethe desde dentro (1932)
- Viva la República (1933)
- Unas lecciones de metafísica (1966)
- En torno a Galileo (1933–1934)
- Historia como sistema (1941)
- Ensimismamiento y alteración. Meditación de la técnica (1939)
- Ideas y creencias • Sobre la razón histórica (curso dado en Buenos Aires y publicado en 1979 junto a otro dado en Lisboa sobre el mismo asunto) (1940)
- Teoría de Andalucía y otros ensayos • Guillermo Dilthey y la idea de vida (1942)
- Sobre la razón histórica (1944)
- Idea del teatro. Una abreviatura (1958)
- La idea de principio en Leibniz y la evolución de la teoría deductiva (1958)
- Una interpretación de la historia universal. En torno a Toynbee (1960)
- Meditación de Europa (1960)
- El hombre y la gente (1957)
- Papeles sobre Velázquez y Goya (1950)
- Pasado y porvenir para el hombre actual (1962)
- Goya (1958)
- Velázquez (1959)
- Origen y epílogo de la filosofía (1960)
- La caza y los toros (1960)
- El origen deportivo del estado (1966)

### En français
- La Révolte des masses, trad. de Louis Parrot, Stock, Paris, 1937, 207 p; rééd. Gallimard, coll. "Idées NRF", Paris, 1961, 1967, 256 p ; Livre Club du Labyrinthe, Paris, 1986, 308 p.
- Le Spectateur tenté, trad. Mathilde Pomès, Plon, Paris, 1958, 373 p.; rééd.sous le titre Le Spectateur, trad. Christian Pierre, Rivages Poches, Paris, 1992, 256 p.
- L'Évolution de la théorie déductive. L'idée de principe chez Leibniz, trad. de Jean-Paul Borel, Gallimard, coll. "NRF", Paris, 1970, 342 p.
- Œuvres complètes I : Qu'est ce que la philosophie ?, Leçons de métaphysique, trad. de Yves Lorvellec et Christian Pierre, Klincksieck, Paris, 1988, 363 p.
- Œuvres complètes II : Aurore de la raison historique (Idées et croyances, Notes sur la pensée, Sur la raison historique), trad. Yves Lorvellec et Christian Pierre, Klincksieck, paris, 1988, 377 p.
- Œuvres complètes III : Velazquez et Goya, trad. Christian Pierre, Klincksieck, Paris, 1990, 339 p.
- Écrits en faveur de l'amour, trad. de Hélène Saint-André et Frédéric Lannaud, Distance, Biarritz, 1986, 140 p.
- Études sur l'amour (édition à part extraite du précédent ouvrage) trad. Christian Pierre, Rivages Poche / Petite Bibliothèque, Paris, 2004, 159 p.
- Méditations sur la chasse, traduction de Charles-A. Drolet, introduction de Louis-Gilles Francoeur, Septentrion, Québec, 2006, 146 p.
- La Déshumanisation de l'art [suivi de Idées sur le roman et de L'art au présent et au passé], trad., étude critique et notes de Paul Aubert et Eve Giustiniani, Sulliver, Cabris, 2008, 218 p.
- L'Homme et les gens (1957), trad. fr. François Géal, préf. Christian Baudelot, Paris, Éditions Rue d'Ulm, coll. "Versions françaises", 278 p., 2008  (ISBN 978-2-7288-0401-6)
- Misère et splendeur de la traduction, traduction sous la direction de François Géal, postface de Jean-Yves Masson, Les Belles Lettres, coll. "Traductologiques", 2013, 128 p.  (ISBN 978-2251700014)
- La Déshumanisation de l'art, trad. de Bénédicte Vauthier et Adeline Struvay, Paris, Éditions Allia, octobre 2014, 96 p. ; rééd. Allia 2019  (ISBN 979-10-304-1374-8).
- Le Mythe de l'homme derrière la technique : Suivi de Autour du "colloque de Darmstadt, 1951" (trad. de l'allemand par Frederic Bourgeois, Claire Mélot, Mathias Rollot), Paris, Allia, 2016, 80 p. (ISBN 9791030400687)
- L'Histoire comme système (trad. de l'espagnol par Anne Bardet), Paris, Allia, 2016, 96 p. (ISBN 9791030400717)
- Méditation sur la technique, trad. de David Uzal, Allia, Paris, 2017, 128 p. (ISBN 9791030406924).
- Autour de Galilée (1933), trad. de Luc Roche, Perspectives Libres, 2018. En 2022 : la traduction Roche de En torno a Galileo, Autour de Galilée, revue et corrigée, est désormais en accès libre sur Les classiques des sciences sociales (lire en ligne).
- Le Thème de notre temps (1923), trad. de David Uzal, Paris, Les Belles Lettres, coll. "Bibliothèque classique de la liberté", avril 2019, 176 p.  (ISBN 978-2251449340)
- La Mission du bibliothécaire (1935), trad. de Mikaël Gómez Guthart, Éditions Allia, Paris, 2021, 64 p.  (ISBN 979-1030413748)
- Qu'est-ce que lire ?, trad. de Mikaël Gómez Guthart, Éditions Allia, Paris, 2023, 48 p.  (ISBN 979-1030430073)
- Une méditation sur l'Europe (1960), trad. fr. Jean Canavaggio, Paris, Bartillat, 170 p., 2023  (ISBN 978-2841007585)
- L'Espagne invertébrée : Ébauche de quelques considérations historiques (1921), trad. de François Géal, préf. Benoît Pellistrandi, Paris, Les Belles Lettres, coll. "Bibliothèque classique de la liberté", septembre 2023, 160 p.  (ISBN 978-2251454559)